# Zulema Menem
Zulema María Eva Menem Yoma (La Rioja, 25 de diciembre de 1970), también conocida como Zulemita Menem, es una empresaria argentina, hija de Zulema Fátima Yoma y del expresidente argentino Carlos Menem.

## Biografía

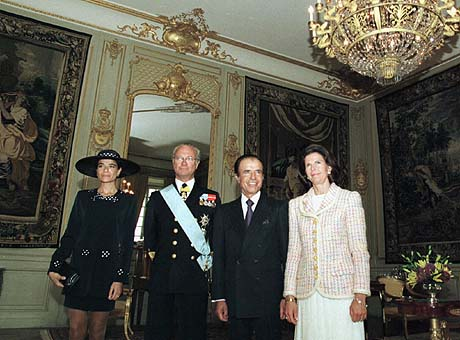
Zulemita Menem con al rey Carlos XVI Gustavo de Suecia

Zulema María Eva Menem Yoma nació el 25 de diciembre de 1970 en la provincia de La Rioja, hija del expresidente Carlos Menem y de Zulema Fátima Yoma, hermana de Carlos Menem Jr.. Estudió administración de empresas en la Universidad Argentina de la Empresa. En su juventud Zulemita aparecía en las revistas del espectáculo, debido a ser la hija del entonces presidente Carlos Menem. Tras el divorcio de sus padres, Zulemita acompañó a su padre en algunos viajes protocolares al exterior, cumpliendo las funciones de primera dama.
El 20 de octubre de 2020, afirmó que se iba a dedicar a la política y que iba a postularse como diputada por la provincia de Buenos Aires  ya que "desde ahí se cambia la Argentina". Si bien no confirmó su partido político, dijo que estaba analizando un ofrecimiento del Partido Federal. Finalmente, ese salto a la política no se concretó.

## Controversias
Las apariciones de Zulemita en la prensa de espectáculos, a menudo de compras en Miami, le fueron cuestionadas a Menem, afirmando que era una de las beneficiarias directas de la riqueza del exmandatario.

## Vida personal
En junio de 2003 se casó en Italia con el empresario milanés Paolo Bertoldi, sin embargo, Carlos Menem no asistió a la ceremonia.
En marzo de 2004 Zulemita tuvo a su primer hijo, Luca Bertoldi Menem, en Argentina, pero Paolo Bertoldi no la acompaña y viaja recién varios meses después para conocer a su hijo; este hecho desencadenaría el conflictivo divorcio de la pareja. Años más tarde tendría a su segundo hijo Malek Pocoví, nacido en el 2013, fruto de una relación con el dermatólogo Marcelo Pocoví.El 4 de octubre de 2021 se confirmó su relación con el entonces presidente de River Plate, Rodolfo D'Onofrio.